# 홍은표
홍은표(1938년 5월 10일~)는 대한민국의 정치인이다. 제33·34대 화천군수를 역임하였다.

## 역대 선거 결과
|  | 40.37% |

|  | 52.78% |